# Синявский, Михаил Исаакович
Михаи́л Исаа́кович Синя́вский (20 января (1 февраля) 1895, Одесса, Одесский уезд, Херсонская губерния, Российская империя — 29 апреля 1979, Москва, СССР) — советский архитектор и педагог. Заслуженный архитектор РСФСР (1972).

## Биография
Родился 20 января (1 февраля) 1895 года в Одессе в еврейской семье.
Принимал участие в Первой мировой войне в качестве рядового. В 1918 году поступил в Высшее художественное училище в Одессе, после окончания которого в 1922 году работал в Баку в Главполитпросвете. В 1923 году был командирован в Москву на учёбу во ВХУТЕМАС, который окончил в 1926 году со званием архитектора и присуждением заграничной командировки. Его дипломной работой был проект центрального крытого рынка в Москве. Входил в группу ОСА, являлся одним из сподвижников идеолога архитектурного конструктивизма М. Гинзбурга.
В 1926—1927 годах — архитектор издательства «Правда». В 1927—1930 годах — старший архитектор Госпромстроя в Москве. По его проекту был построен ряд зданий Волгоградского тракторного завода. В 1929 году Михаил Синявский совместно с Михаилом Барщем спроектировал и построил Московский планетарий.
В 1930—1932 годах работал старшим архитектором Союзстандартстроя. Вместе с соавторами выполнил конкурсные проекты соцгорода для автозавода в Горьком и архитектурного ансамбля имени 1905 года на Красной Пресне в Москве, удостоенные премий. В 1931 году вместе с Я. А. Корнфельдом выполнил проект клуба Коломенского тепловозостроительного завода. Этот проект в качестве типового был повторён в других городах страны.
В 1932 году — руководитель мастерской в Моспроекте. Выполнил проект Московского крематория. С 1933 года работал в мастерской И. В. Жолтовского в должности автора-архитектора. Разрабатывал проекты жилых домов на улице Горького (в том числе, дома № 13 и 36 по 1-й Тверской-Ямской улице), школы на Большой Почтовой улицы, ВСХВ в Москве, Дворца культуры в Архангельске. Спроектировал крупный жилой комплекс на Раушской набережной. С 1941 года — руководитель мастерской Моссовета. 
После начала Великой Отечественной войны занимался маскировкой зданий и сооружений Москвы, затем работал в Алма-Ате начальником отдела капитального строительства. После окончания Сталинградской битвы занимался восстановлением Сталинграда. Разработал проект жилого района «Красный Октябрь» в Волгограде и проект застройки улицы Мира.
С 1951 года руководил мастерской № 11 института «Моспроект», занимавшейся застройкой юго-востока Москвы. Разрабатывал проекты планировки и застройки магистрали «Солянка-ЗИЛ», ряда набережных, жилых домов на Воробьёвых горах, посёлка Коксогазового завода под Москвой. Принимал участие в архитектурных конкурсах, лауреат премий.
С 1936 года преподавал в Московском архитектурном институте (с 1949 — профессор). С 1943 года — старший научный сотрудник Академии архитектуры СССР.
Член Союза архитекторов СССР (с 1934 года). Член правления Московского отделения Союза архитекторов (1941—1951). Член Союза архитекторов Казахстана (1942—1943).
Умер 29 апреля 1979 года. Похоронен в Москве на Новом Донском кладбище (урна с прахом возле колумбария 21).

## Награды и звания
- Заслуженный архитектор РСФСР (1972)[4].
- Орден Трудового Красного Знамени (01.02.1957)[6]
- Орден Красной Звезды[3]
- Медаль «За трудовую доблесть»[3]